# Finale de la Coupe d'Europe des vainqueurs de coupe 1997-1998
La finale de la Coupe d'Europe des vainqueurs de coupe 1997-1998 est la 38e finale de la Coupe d'Europe des vainqueurs de coupe, organisée par l'UEFA. Ce match de football a lieu le 13 mai 1998 au Råsunda de Stockholm, en Suède.
Elle oppose l'équipe anglaise de Chelsea aux Allemands du VfB Stuttgart. Le match se termine par une victoire des Londoniens sur le score de 1 but à 0, ce qui constitue leur deuxième sacre dans la compétition après 1971 et leur deuxième titre européen.
Vainqueur de la finale, Chelsea est à ce titre qualifié pour la Supercoupe d'Europe 1998 contre le Real Madrid, vainqueur de la finale de la Ligue des champions.

## Parcours des finalistes
Note : dans les résultats ci-dessous, le score du finaliste est toujours donné en premier (D : domicile ; E : extérieur).
| Chelsea FC        | Chelsea FC | Chelsea FC | Chelsea FC |                  | VfB Stuttgart    | VfB Stuttgart | VfB Stuttgart | VfB Stuttgart |
| ----------------- | ---------- | ---------- | ---------- | ---------------- | ---------------- | ------------- | ------------- | ------------- |
| Adversaire        | Total      | Aller      | Retour     | Tour             | Adversaire       | Total         | Aller         | Retour        |
| Slovan Bratislava | 4 - 0      | 2 - 0 (D)  | 2 - 0 (E)  | Premier tour     | ÍB Vestmannaeyja | 5 - 2         | 3 - 1 (E)     | 2 - 1 (D)     |
| Tromsø IL         | 9 - 4      | 2 - 3 (E)  | 7 - 1 (D)  | Deuxième tour    | Germinal Ekeren  | 6 - 4         | 4 - 0 (E)     | 2 - 4 (D)     |
| Betis Séville     | 5 - 2      | 2 - 1 (E)  | 3 - 1 (D)  | Quarts de finale | Slavia Prague    | 3 - 1         | 1 - 1 (E)     | 2 - 0 (D)     |
| Vicence Calcio    | 3 - 2      | 0 - 1 (E)  | 3 - 1 (D)  | Demi-finales     | Lokomotiv Moscou | 3 - 1         | 2 - 1 (D)     | 1 - 0 (E)     |

## Match
Blessé depuis le mois d'avril, Gianfranco Zola revient juste à temps pour la finale qu'il débute sur le banc. Entré à la 71e minute à la place de Tore André Flo, Zola n'a besoin que de 21 secondes et d'une frappe en demi-volée pour tromper Franz Wohlfahrt.

### Feuille de match
| ·               |                      |     |
| Titulaires :    |                      |     |
|                 |                      |     |
| 1               | Ed de Goey           |     |
| 2               | Dan Petrescu         |     |
| 5               | Frank Leboeuf        |     |
| 6               | Steve Clarke         |     |
| 8               | Gustavo Poyet        | 81e |
| 9               | Gianluca Vialli      |     |
| 11              | Dennis Wise          |     |
| 12              | Michael Duberry      |     |
| 16              | Roberto Di Matteo    |     |
| 17              | Danny Granville (en) |     |
| 19              | Tore André Flo       | 71e |
|                 |                      |     |
| Remplaçants :   |                      |     |
| 13              | Kevin Hitchcock      |     |
| 10              | Mark Hughes          |     |
| 18              | Andy Myers           |     |
| 24              | Eddie Newton         | 81e |
| 25              | Gianfranco Zola      | 71e |
| 26              | Laurent Charvet      |     |
| 28              | Jody Morris          |     |
|                 |                      |     |
| Entraîneur :    |                      |     |
| Gianluca Vialli |                      |     |

| ·             |                       |     |
| Titulaires :  |                       |     |
|               |                       |     |
| 1             | Franz Wohlfahrt       |     |
| 4             | Thomas Berthold       |     |
| 6             | Murat Yakin           |     |
| 7             | Matthias Hagner (en)  | 79e |
| 8             | Marco Haber           | 75e |
| 10            | Krasimir Balakov      |     |
| 11            | Fredi Bobic           |     |
| 14            | Thomas Schneider      | 55e |
| 19            | Jonathan Akpoborie    |     |
| 20            | Zvonimir Soldo        |     |
| 23            | Gerhard Poschner (en) |     |
|               |                       |     |
| Remplaçants : |                       |     |
| 25            | Marc Ziegler          |     |
| 9             | Sreto Ristić (en)     | 79e |
| 15            | Matthias Becker (en)  |     |
| 16            | Kristijan Đorđević    | 75e |
| 21            | Jochen Endreß (en)    | 55e |
| 22            | Krisztián Lisztes     |     |
| 26            | Mitko Stojkovski (en) |     |
|               |                       |     |
| Entraîneur :  |                       |     |
| Joachim Löw   |                       |     |

| ·               |                      |     |
| Titulaires :    |                      |     |
|                 |                      |     |
| 1               | Ed de Goey           |     |
| 2               | Dan Petrescu         |     |
| 5               | Frank Leboeuf        |     |
| 6               | Steve Clarke         |     |
| 8               | Gustavo Poyet        | 81e |
| 9               | Gianluca Vialli      |     |
| 11              | Dennis Wise          |     |
| 12              | Michael Duberry      |     |
| 16              | Roberto Di Matteo    |     |
| 17              | Danny Granville (en) |     |
| 19              | Tore André Flo       | 71e |
|                 |                      |     |
| Remplaçants :   |                      |     |
| 13              | Kevin Hitchcock      |     |
| 10              | Mark Hughes          |     |
| 18              | Andy Myers           |     |
| 24              | Eddie Newton         | 81e |
| 25              | Gianfranco Zola      | 71e |
| 26              | Laurent Charvet      |     |
| 28              | Jody Morris          |     |
|                 |                      |     |
| Entraîneur :    |                      |     |
| Gianluca Vialli |                      |     |

| ·             |                       |     |
| Titulaires :  |                       |     |
|               |                       |     |
| 1             | Franz Wohlfahrt       |     |
| 4             | Thomas Berthold       |     |
| 6             | Murat Yakin           |     |
| 7             | Matthias Hagner (en)  | 79e |
| 8             | Marco Haber           | 75e |
| 10            | Krasimir Balakov      |     |
| 11            | Fredi Bobic           |     |
| 14            | Thomas Schneider      | 55e |
| 19            | Jonathan Akpoborie    |     |
| 20            | Zvonimir Soldo        |     |
| 23            | Gerhard Poschner (en) |     |
|               |                       |     |
| Remplaçants : |                       |     |
| 25            | Marc Ziegler          |     |
| 9             | Sreto Ristić (en)     | 79e |
| 15            | Matthias Becker (en)  |     |
| 16            | Kristijan Đorđević    | 75e |
| 21            | Jochen Endreß (en)    | 55e |
| 22            | Krisztián Lisztes     |     |
| 26            | Mitko Stojkovski (en) |     |
|               |                       |     |
| Entraîneur :  |                       |     |
| Joachim Löw   |                       |     |

1. ↑  En tant qu'entraîneur-joueur.